# Mongoliet ved sommer-OL 2012
Mongoliet deltog ved Sommer-OL 2012 i London som blev arrangeret i perioden 27. juli til 12. august 2012. 

## Medaljer
| 2012 London | Guld | Sølv | Bronze | Total |
| Mongoliet   | 0    | 2    | 3      | 5     |

### Medaljevinderne
| Mongoliet ved sommer-OL 2012 i London | Mongoliet ved sommer-OL 2012 i London | Mongoliet ved sommer-OL 2012 i London | Mongoliet ved sommer-OL 2012 i London |
| Medaljer                              | Atlet                                 | Sport                                 | Øvelse                                |
| ------------------------------------- | ------------------------------------- | ------------------------------------- | ------------------------------------- |
| Sølv                                  | Tuvshinbayar Naidan                   | Judo                                  | -100 kg mænd                          |
| Sølv                                  | Nyambayaryn Tögstsogt                 | Boksing                               | Fluevægt mænd                         |
| Bronze                                | Soronzonboldyn Battsetseg             | Brydning                              | Fri stil 63 kg kvinder                |
| Bronze                                | Uranchimegiin Mönkh-Erdene            | Boksning                              | Super letvægt mænd                    |
| Bronze                                | Nyam-Ochir Sainjargal                 | Judo                                  | -73 kg mænd                           |